# José Antonio Moral Santín

José Antonio Moral Santín (León, 18 de marzo de 1949) es un profesor universitario y político español de Izquierda Unida . Fue el presidente de Telemadrid entre 1991 y 1995 y vicepresidente de Caja Madrid (1995-2012) y miembro del Consejo de Administración de Bankia (2011-2012) hasta la nacionalización de esta entidad financiera. Como el resto de los miembros de dicho consejo, fue objeto de la querella que inició el Caso Bankia, presentada por UPyD y 15MpaRato, causa por la que fue imputado y condenado a 4 años de prisión. Fue secretario general del PCPE en Madrid.

## Biografía
Moral Santín nació en San Martín del Camino León en 1949. En 1968 fue a estudiar Ciencias Políticas, Económicas y Comerciales a Madrid, en la Universidad Complutense de Madrid. Comenzó a militar en la oposición antifranquista, dentro del Partido Comunista de España (PCE). Tras licenciarse en Ciencias Políticas y Económicas, comenzó a trabajar en el Departamento de Estructura Económica de la Universidad Complutense en 1974. Posteriormente obtuvo el doctorado. Ha sido profesor visitante en varias universidades europeas y en la actualidad es catedrático de Economía Aplicada en la misma universidad. Fruto de su actividad académica son varios libros y artículos.
En los primeros años de la década de 1980 perteneció al sector prosoviético del PCE, enfrentado a la dirección de Santiago Carrillo, promotor del eurocomunismo. Moral Santín formó parte del Movimiento de Recuperación de la Unidad del Partido Comunista (MRUPC), uno de los grupos que confluyó en 1984 para crear el Partido Comunista de los Pueblos de España (PCPE), del que fue máximo dirigente en Madrid. El PCPE fue uno de los creadores de Izquierda Unida, con lo que Moral Santín ingresó, como parte del PCPE, en dicha coalición en 1986. En las Elecciones a la Asamblea de Madrid de 1987 formó parte de la candidatura de IU y resultó elegido diputado. En enero de 1989, junto con la mayoría de los dirigentes y militantes del PCPE, retornó al PCE.
En 1991 revalidó su escaño en la Asamblea de Madrid. Las elecciones de dicho año dieron como vencedor al Partido Popular, el cual, sin embargo, al no alcanzar la mayoría absoluta, dependía de la actitud del PSOE y de IU. Estos alcanzaron un pacto para permitir la investidura de Joaquín Leguina y sustentar el gobierno del PSOE durante la siguiente legislatura (1991-1995). Como parte de dicho pacto, Moral Santín fue elegido en septiembre de 1991 presidente del Consejo de Administración de Telemadrid, un cargo que además pasó a ser permanente, durante un periodo de cuatro años, en lugar de ser rotativo, como era hasta entonces. Tras el triunfo por mayoría absoluta del Partido Popular en las elecciones de 1995, aunque conservó su puesto como miembro del Consejo, fue sustituido como presidente.
En 1996 fue elegido, gracias a un pacto entre los tres grandes partidos (PP, PSOE e IU), vicepresidente de Caja Madrid. Hasta entonces, las vicepresidencias habían correspondido a personas propuestas por el PSOE y el PP. El Partido Popular había conseguido, meses antes, con la colaboración de IU y CC.OO. sustituir a Jaime Terceiro por Miguel Blesa. Moral Santín se mantuvo como presidente en sucesivas renovaciones de la dirección de la caja, apoyando a Blesa cuando el sector del Partido Popular liderado por Esperanza Aguirre trató de sustituirlo por Ignacio González en 2008-2009. Durante esta etapa fue designado por Blesa miembro de los consejos de administración de varias empresas participadas por Caja Madrid: Cibeles (que agrupaba las participaciones de Caja Madrid en empresas de servicios financieros) y Mapfre.
Durante 2010 y 2011 se produjo la creación del Banco Financiero y de Ahorros (BFA), un SIP formado por Caja Madrid, Bancaja, Caja Insular de Canarias, Caja de Ávila, Caixa Laietana, Caja Segovia y Caja Rioja, que en mayo de 2011 transfirió gran parte de sus activos, así como su negocio bancario, a Bankia. Moral Santín fue elegido vocal de BFA. En junio de 2011, poco antes de producirse la salida a bolsa de Bankia, los dos vicepresidentes de Caja Madrid, Moral Santín entre ellos, fueron elegidos miembros de su consejo de administración, como consejeros "dominicales" (en representación de las cajas fundadoras de la entidad). La cuantía de las retribuciones de Moral Santín durante 2011, superior al medio millón de euros, causó polémica, especialmente dentro de su formación política, en la que se le atribuía cercanía a la corriente liderada por Gregorio Gordo y Ángel Pérez.
Moral Santín mantuvo sus cargos en la caja y el banco hasta mayo de 2012. El 8 de ese mes, el consejo de administración (Moral Santín incluido) aprobó la sustitución de Rodrigo Rato por José Ignacio Goirigolzarri como presidente ejecutivo de Bankia. La dirección de Izquierda Unida manifestó públicamente su desacuerdo con Moral Santín, pidió su dimisión como consejero de Bankia y señaló que Moral Santín no estaba en el consejo de Bankia "en representación de IU". El día 25, el consejo solicitaba al FROB que rescatara a Bankia y dimitía en bloque. Poco después, Bankia-BFA era nacionalizada en el curso del Rescate bancario español de 2012.
Tras la admisión a trámite por parte de la Audiencia Nacional de la querella presentada por UPyD y 15MpaRato contra Bankia, BFA y sus consejeros y ser citado como imputado, solicitó la baja temporal de militancia de Izquierda Unida (IU) mientras durase el proceso judicial.

## Escándalo de lastarjetas black
Acusado en el caso de las "tarjetas de Bankia" donde llegó a usar para gastos personales 456.500 euros. De estos cargos  366.350 son extracciones de efectivo en cajeros automáticos. En total, el vicepresidente nombrado por IU, y expulsado de esta formación hizo 695 disposiciones de dinero de entre 300 y 600 euros, según los extractos facilitados por Bankia al juez de la Audiencia Nacional Fernando Andreu. En una entrevista al diario El Mundo admite cobrar en total más de 1.600.000 euros netos de Caja Madrid (lo que son más de tres millones de euros brutos) y además trabajar más de 35 horas semanales para Caja Madrid, incumpliendo así la exclusividad obligada que tiene su plaza de funcionario como profesor de Universidad.